# Judas, Jakobs bror
Judas, Jakobs bror var forfatter til Judasbrevet i det Nye Testamente ifølge brevet selv. Eftersom der er flere andre personer i det Nye Testamente ved navn Judas, har nogle i tidens løb foreslået, at Judas var identisk med en af dem: De fleste antager, at han er den samme som Judas, Jesu bror, der nævnes i Mark 6,3 Arkiveret 12. november 2007 hos  Wayback Machine (Jesus havde nemlig også en bror ved navn Jakob); det har dog også været foreslået, at han er identisk med apostlen Judas Thaddæus, eller endog at alle tre er identiske. Atter andre mener, at forfatterangivelsen "Judas" blot er et pseudonym.